# Egon (Vorname)
Egon ist ein männlicher Vorname.

## Herkunft und Bedeutung
Für den Namen Egon kommen zwei verschiedene Herleitungen in Frage:
- Latinisierte Variante des althochdeutschen Namens Egino und anderer althochdeutscher Namen, die mit Egin- beginnen[1][2]
- Latinisierte Form des griechischen Namens Αἰγών Aigōn, von αἴξ aíx „Ziege“[1]

## Verbreitung
Der Name Egon wird seit dem ausgehenden Mittelalter verwendet. Zu Beginn des 20. Jahrhunderts war er in Deutschland weit verbreitet und vor allem in den 1930er Jahren beliebt. Mit Rang 18 erreichte er im Jahr 1931 die bislang einzige Top-20-Platzierung (Stand 2023). In den 1940er und 1950er Jahren geriet der Name außer Mode. Seit den späten 2010er Jahren wird er wieder häufiger vergeben, konnte jedoch bislang nicht an die einstige Beliebtheit anknüpfen. Die höchste Platzierung seit der Jahrtausendwende erreichte der Name im Jahr 2019 mit Rang 328. Seitdem wurde er wieder seltener vergeben, sodass er sich im Jahr 2022 nicht unter den 500 meistgewählten Jungennamen fand.

## Varianten
Weibliche Varianten des Namens sind Egonia und Egonie.
Für weitere Varianten: siehe Egino#Varianten

## Namenstag
Der Namenstag von Egon wird nach dem Reformabt Egino am 15. Juli gefeiert.

## Namensträger
- Egon Adler (1937–2015), deutscher Radrennfahrer
- Egon Ammann (1941–2017), Schweizer Verleger
- Egon Bahr (1922–2015), deutscher Politiker und Bundesminister
- Hugo Egon Balder (* 1950), deutscher Fernsehmoderator
- Egon Boldt (1926–2003), deutscher Gewerkschafter und Politiker
- Egon Brestian (* 1964), österreichischer Schachspieler
- Egon Coordes (1944–2025), deutscher Fußballspieler und -trainer
- Egon Denu  (1932–2018), deutscher Jazzmusiker
- Egon von Eickstedt (1892–1965), deutscher Anthropologe
- Egon Eiermann (1904–1970), deutscher Architekt und Möbeldesigner
- Egon Franke (1913–1995), deutscher Politiker
- Egon Friedell (1878–1938), österreichischer Journalist und Schriftsteller
- Egon Geerkens (* 1944), deutscher Unternehmer
- Egon Günther (1927–2017), deutscher Schriftsteller und Filmregisseur
- Egon Hoegen (1928–2018), deutscher Schauspieler und Fernsehsprecher
- Egon Homm (* 1947), deutscher Basketballnationalspieler
- Egon von Jordan (1902–1978), österreichischer Schauspieler
- Egon Jüttner (* 1942), deutscher Politiker
- Egon Kapellari (* 1936), Bischof der Diözese Graz-Seckau
- Egon Kemény (1905–1969), ungarischer Komponist
- Egon Erwin Kisch (1885–1948), deutschsprachiger Journalist und Schriftsteller aus Prag
- Egon Krenz (* 1937), deutscher Politiker (SED)
- Egon Lorenz (1934–2019), deutscher Rechtswissenschaftler und Hochschullehrer
- Egon Lustgarten (1887–1961), österreichischer Dirigent und Komponist
- Egon Matt (1925–2004), liechtensteinischer Skilangläufer
- Egon Matt (* 1952), liechtensteinischer Politiker (FL)
- Egon Mohr (1924–1980), deutscher Schauspieler
- Egon Münzenberg (1940–2014), deutscher Architekt und Fußballfunktionär
- Egon Oehri (* 1940), Liechtensteiner Mittelstreckenläufer
- Egon Olsen, ein Pseudonym von Erich Virch (* 1950), deutscher Musiker, Produzent und Schriftsteller
- Egon Petri (1881–1962), deutscher Pianist
- Egon Ranshofen-Wertheimer (1894–1957), österreichischer Diplomat
- Egon Richter (1928–2020), deutscher Physiker und Hochschullehrer
- Egon Richter (1932–2016), deutscher Journalist und Schriftsteller
- Egon Rusina (* 1949), italienischer Maler und Illustrator
- Egon Schidan (1930–2002), deutscher Boxer
- Egon Schiele (1890–1918), österreichischer Maler
- Egon Schweidler (1873–1948), österreichischer Physiker
- Egon Streffer (1946–1989), deutscher Spion
- Egon von Tübingen (Egno von Tübingen), Landkomtur zu Bozen und Deutschordensbruder
- Egon von Vietinghoff (1903–1994), deutsch-schweizerischer Maler und Autor
- Egon Zimmermann (1933–2016), österreichischer Skirennläufer
- Egon Zimmermann (1939–2019), österreichischer Skirennläufer

Kunstfiguren
- Egon Olsen, Hauptfigur der Filme der Filmserie Die Olsenbande
- Egon Spengler, eine der Hauptfiguren der Ghostbusters-Filme
- Egon Kling, eine der Serienfiguren der Fernsehserie Lindenstraße
- Egon Tiedemann, eine der Serienfiguren der Netflixserie Dark